# 크라이슬러 300M

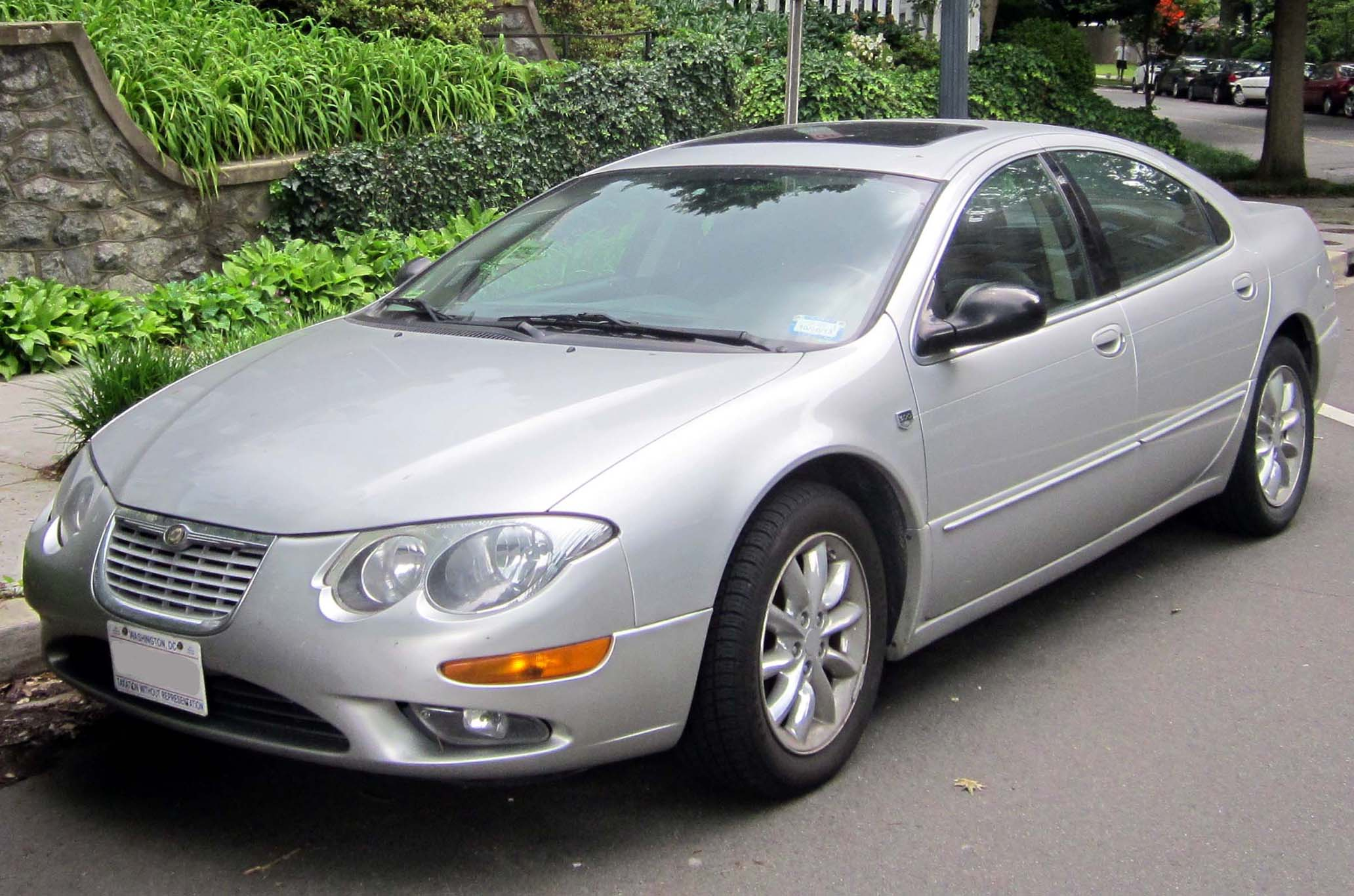
크라이슬러 300M 정측면

크라이슬러 300M(Chrysler 300M)은 미국의 자동차 회사인 크라이슬러가 생산, 판매한 대형 세단이다. 이글 비전의 후속 차종으로 개발되어 유럽 시장을 겨냥함에 따라 당시 팔리던 콩코드, LHS보다 25.4cm 짧게 제작되었다. LH 플랫폼이 사용되었으며, 300M의 네이밍은 왕년의 300L의 차세대 모델이라는 의미에서 붙여졌다. 이는 300M의 개발 및 출시를 통한 단순한 부활이 아니라 300 레터 시리즈로 계속하고 있다는 것을 의도하고 있다고 볼 수 있다. 1998년에 정식 출시되었다. 엔진은 V6 2.7L와 3.5L를 사용했는데, 그 중 2.7L 엔진은 유럽 사양 전용으로 제공되었다. 변속기는 4단 42LE형 자동변속기가 탑재되었다. 1999년에는 북미 올해의 차를 수상받았으며, 자동 헤드램프를 추가했고, 속도 제한을 풀어주는 패키지인 핸들링 그룹(Handling Group)이 제공되었다. 2000년에는 변속기가 P인 상태에서 브레이크 페달을 밟지 않으면 변속할 수 없게 만든 안전 장치인 인터락(Interlock)이 장착되었고, 뒷좌석 머리 받침대 뒤쪽에 테더 앵커를 장착했다. 2001년에는 사이드 에어백의 개수를 늘렸고, 이 때부터 창문에 크롬 몰딩을 두르고 리어 램프가 클리어 타입으로 변경되었다. 2002년에는 스페셜 트림과 프로-앰(Pro-Am) 모델이 추가되었고, 비용 절감을 이유로 실내 부품 몇 가지를 빼거나 교체하는 일도 있었다. 2003년에는 기존의 4CD 체인저를 6CD 체인저로 변경했다. 2004년에는 특별 사양인 플래티넘 시리즈가 추가되었으나, 얼마 지나지 않아 풀 모델 체인지된 후속 차종인 300의 출시로 단종되었다. 대한민국에 처음으로 수입된 300 시리즈이기도 하다.